# 레겐스부르크 성관백

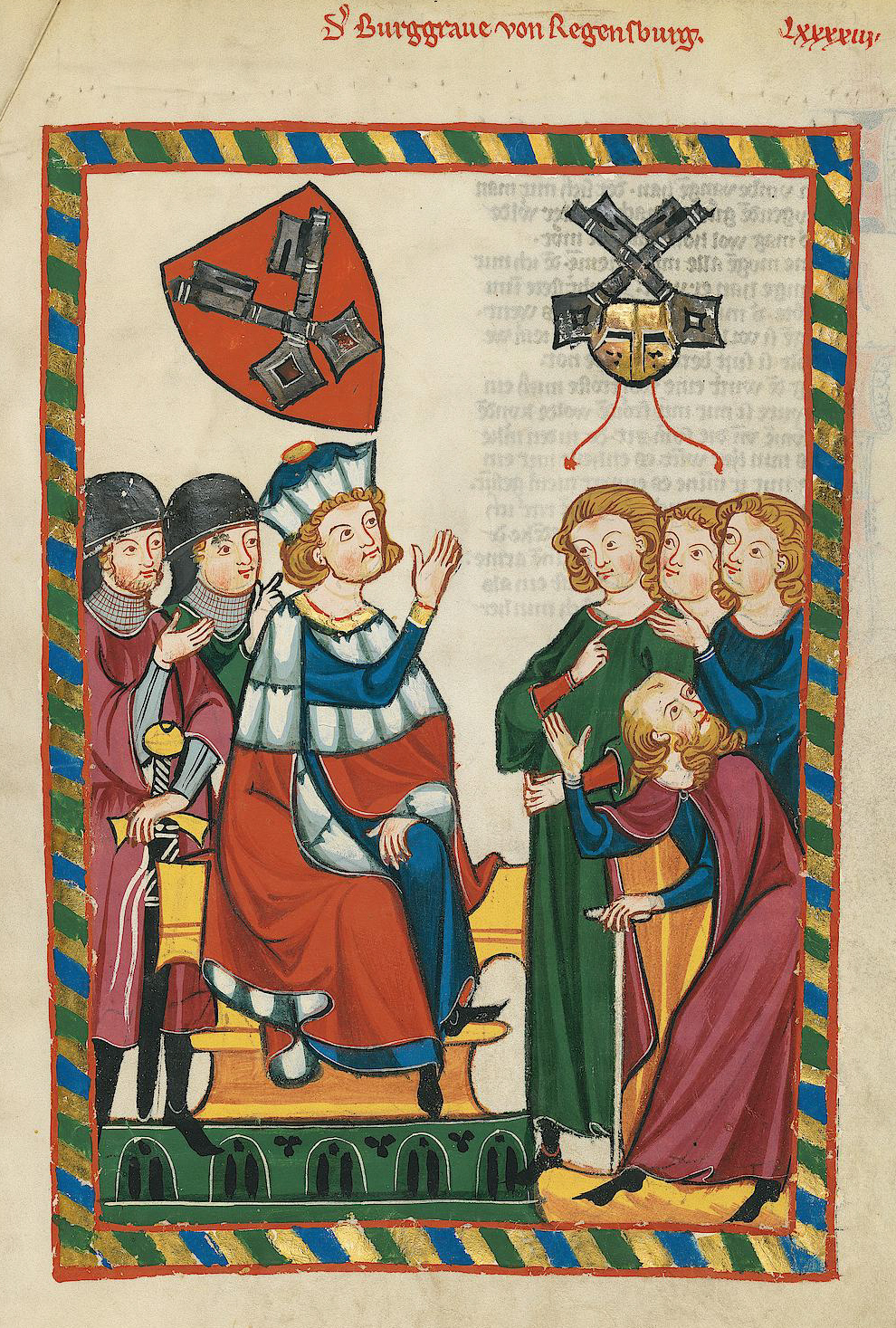

레겐스부르크 성관백(독일어: Burggraf von Regensburg: ? - 1185년 이후 몰)는 12세기 신성로마제국의 중세고지독일어 민네장 시인이다. 그의 작품은 모두 13세기 필사본 『하이델베르크의 소 가곡필사본』과 14세기 필사본 『마네세의 서』에 보존되어 있다.
레겐스부르크 성관백은 바이에른 공국의 봉신으로서 970년에서 1185년까지 레겐스부르크 백국을 다스린 백작가문 사람이다. 1143년부터 성관백이었던 하인리히 3세 또는 그 아들들 중 누군가가 시인 "레겐스부르크 성관백"으로 추정된다. 『마네세의 서』의 삽화에 보면 성관백으로서 재판 업무를 보는 레게스부르크 성관백의 모습이 묘사되어 있다. 다만 삽화에 묘사된 문장은 백작의 문장이 아니고 레겐스부르크시(市)의 문장이다.
레겐스부르크 성관백은 리텐부르크 성관백의 형이었던 것 같다. 이 성관백 형제와 데어 폰 퀴렌베르크, 디트마어 폰 아이슈트, 마인로 폰 제펠링겐 등을 "도나우 시인(donauländischen)"이라고 한다. 이들 도나우 시인들은 도나우강 유역을 따라 활동했으며, 민네장 장르의 제1세대를 구성한다.

## 참고 자료
- Bartsch, Karl (1879). 〈V. Der burcgrâve von Regensburc〉. 《Deutsche Liederdichter des zwölften bis vierzehnten Jahrhunderts: Eine Auswahl》. Stuttgart: G. J. Göschen'sche. xxxii쪽.
- Burdach, Konrad (1888), 〈Regensburg, Burggraf von〉, 《Allgemeine Deutsche Biographie》 (독일어) 27, Leipzig: Duncker & Humblot, 550–552쪽
- Garland, Henry; Garland, Mary, 편집. (2005) [1997]. 〈Regensburg, Burggraf von〉. 《The Oxford Companion to German Literature》 3판. Oxford University Press. ISBN 978-0-19-815896-7. 2020년 12월 24일에 확인함.
- Killy, Walther; Vierhaus, Rudolf, 편집. (2005). 〈Regensburg, Burgrave of〉. 《Dictionary of German Biography》. 8: Plett–Schmidseder. Munich: K. G. Saur. 197쪽.
- Martin, Kurt, 편집. (1960). 《Minnesänger: vierundzwanzig farbige Wiedergaben aus der Manessischen Liederhandschrift》 3. W. Klein.
- Van d'Elden, Stephanie Cain (1995). 〈The Minnesingers〉.   F. R. P. Akehurst; Judith M. Davis. 《A Handbook of the Troubadours》. University of California Press. 262–270쪽.